# جورج مونتاگ هارپر
جورج مونتاگ هارپر (انگلیسی: George Montague Harper؛ ۱۱ ژانویه ۱۸۶۵ – ۱۵ دسامبر ۱۹۲۲) فرد نظامی اهل پادشاهی متحد بریتانیای کبیر و ایرلند بود. وی همچنین برندهٔ جوایزی همچون لژیون دونور شده‌است.